# Sigurd Moen
Sigurd Moen, född 31 oktober 1897, död 6 oktober 1967, var en norsk hastighetsåkare på skridskor. Han fick OS-brons i Chamonix 1924 på 1 500 m. Han deltog även på 5 000 m (4:e plats) och på 10 000 m (6:e plats) under samma OS.